# Kostel Nejsvětější Trojice (Velká Úpa)
Kostel Nejsvětější Trojice je římskokatolický, orientovaný filiální, bývalý farní kostel ve Velké Úpě. Patří do farnosti Janské Lázně. Od 23. října 2000 je chráněn jako kulturní památka České republiky.

## Historie
Když v roce 1779 navštívil obec císař Josef II., musel jet z Maršova přes Albeřice na Malou Úpu a přes boudu Jana do Velké Úpy. Během této návštěvy dal podnět ke stavbě kostela a tím i k založení farnosti. Tak se Velká Úpa definitivně oddělila od Maršova. Stavba kostela byla dokončena na jaře roku 1789. 16. května 1789 byl za velké účasti obyvatel slavnostně vysvěcen. O dva roky později byla dokončena i věž. Velký zvon daroval císař Leopold II., následník zemřelého bratra, císaře Josefa II. Ze sbírek dobrodinců byly v roce 1875 pořízeny věžní hodiny s pozlacenými číslicemi a ručičkami na ciferníku, v roce 1923 byly pořízeny tři zvony. Věžní hodiny byly v provozu ještě několik let po válce.
Volné sdružení občanů města Pece pod Sněžkou "Za prosperitu Pece" založilo na podzim 1999 sbírku na instalaci nových elektronicky řízených věžních hodin s možností napojení časového spínání elektrického ovládání zvonu. Dne 10. října 2001 byly instalovány zrenovované původní ciferníky a moderní elektrický hodinový stroj.

## Architektura
Pozdně barokní jednolodní objekt s pětiboce zakončeným kněžištěm, obdélnou sakristií a hranolovou věží.

## Bohoslužby
Bohoslužby se konají dle ohlášení.